# Ceriodaphnia dubia
Ceriodaphnia dubia är en kräftdjursart som beskrevs av Richard 1894. Ceriodaphnia dubia ingår i släktet Ceriodaphnia och familjen Daphniidae. Arten är reproducerande i Sverige. Inga underarter finns listade i Catalogue of Life.